# エセン・テムル
エセン・テムル（Esen Temür, モンゴル語: Есөнтөмөр, 中国語: 也先帖木児、? - 至順3年2月3日（1332年2月29日））は、モンゴル帝国の皇族で、第5代皇帝クビライ・カアンの庶子のフゲチの息子。『元史』などの漢文史料では也先帖木児、『集史』などのペルシア語史料ではایسان تیمورYīsān Tīmūrと記される。また、『東方見聞録』ではヤチ王国の王のエセン・テムールと表記されている。

## 概要
エセン・テムルの父のフゲチはクビライより雲南王に封ぜられて雲南統治に携わっていたが、フゲチの登場によって既得権益を侵された宝合丁によって毒殺されてしまった。フゲチの毒殺を受けてクビライはサイイド・アジャッルを派遣し、雲南行省を設立することで雲南統治を安定させようとした。このためサイイド・アジャッル存命中にエセン・テムルが雲南王に封ぜられることはなく、どのような活動をしていたかは不明である。
至元16年（1279年）、サイイド・アジャッルが病死するとかつてフゲチに仕えていた張立道がクビライに対してエセン・テムルの雲南王襲封を請願し、その結果、至元17年（1280年）にエセン・テムルは雲南王に封ぜられることとなった。至元13〜15年頃は大元ウルスがシリギの乱とそれに呼応する諸叛乱の鎮圧に奔走していた時期であり、サイイド・アジャッルの死によってカアンの権威の代行者として雲南の諸勢力を統轄する存在が消えることを恐れたため、エセン・テムルの雲南王即位が認められたと推測されている。
エセン・テムルの出鎮以前より雲南行省は金歯（ザルダンダン）などの帰属を巡って戦端を開いていた（ンガサウジャンの戦い）が、至元22年（1285年）ころよりエセン・テムルはパガン朝の不安定な政情に目をつけ、ビルマへの侵攻を再開した。至元24年（1287年）には軍を率いて首都パガンを攻略し、ビルマの北半を征服した。この功績からか、至元25年（1288年）には旧パガン朝領に設置された緬中行省はエセン・テムルの節制を受けることが定められている。この間エセン・テムルの権限は漸次強化されており、軍政上の監督権限が雲南行省より上位にあること、カラジャンの千戸・百戸の子弟はエセン・テムルの質子とすることなどが認められている。
しかし、至元27年（1290年）には新たにクビライの嫡子チンキムの嫡長子カマラが最高ランクの梁王に封ぜられ、雲南に出鎮することが定められた。同時期にモンゴリアを統轄していたノムガンが亡くなったためカマラはその地位を継ぐために北方へ向かったが、代わりにカマラの息子スンシャンが梁王に封ぜられて雲南に出鎮した。スンシャンの雲南到着後、それまでエセン・テムルが果たしてきた役割は梁王に移行したものと見られるが、梁王統治下でエセン・テムルがどのような地位にあったかは不明である。
至大元年（1308年）、クルク・カアン（武宗カイシャン）が即位するとこれまで限られた者にしか与えられなかった最高ランクの「一字王号」が頻発され、エセン・テムルもまた営王に封ぜられた。泰定帝イェスン・テムルが亡くなった後に生じた天暦の内乱では上都派について遼東の兵を率い通州を陥落させたことが記録されている。内乱は大都派の勝利に終わったためにエセン・テムルは一時王印を没収され、至順元年（1330年）には返還されたものの、それから程なくして至順3年（1332年）2月に亡くなった。営王に封ぜられた後のエセン・テムルの動向については記録が乏しいものの、エセン・テムル以後の梁王／雲南王がフゲチ家ではなくアウルクチ家・カマラ家より輩出されていることから雲南を離れて活動していたのではないかと推測されている。

## 家系
エセン・テムルの息子について、史料には断片的な情報しかなく不明瞭な点が多い。『南村輟耕録』は也先帖木児の息子として脱歓不花太子と脱魯太子の名前を挙げ、また『元史』の本紀には血縁関係の不明な「雲南王阿魯」や「雲南王孛羅」の名前が記されている。一方、『集史』ではエセン・テムルにはتوس بوقاTūs Būqā、توغسلوقTūghslūq、بولادBūlādという三人の息子がいたことが記されている。
現在では脱歓不花太子をتوس بوقاTūs Būqāに、脱魯太子をتوغسلوقTūghslūqに、雲南王孛羅をبولادBūlādにあて、元末明初のバツァラワルミを雲南王孛羅の息子とする説が有力である。
- セチェン・カアン（世祖クビライ）
  - 雲南王フゲチ（Hügeči,雲南王忽哥赤／هوگاچیHūgāchī）
    - 営王エセン・テムル（Esen Temür,也先帖木児／ایسان تیمورYīsān Tīmūr）
      - トゴン・ブカ太子（Toγan Buqa,脱歓不花太子／توس بوقاTūs Būqā）
      - トゥグルク太子（Bolot Buqa,雲南王阿魯=脱魯?／توغسلوقTūghslūq）
      - ボロト（Bolot,孛羅／بولادBūlād）
        - バツァラワルミ（Vaǰravarmi,梁王把匝剌瓦児密）

エセン・テムルの娘は、高麗第27代王忠粛王に降嫁した亦憐真八剌。